# Еранян, Габриэль
Габриэ́ль Ераня́н (1827, Константинополь — 13 октября 1862, Константинополь) — армянский композитор, музыкально-общественный деятель.

## Биография
Первоначальное образование получил у Арис Ованисяна. Преподавал в семинарии Хасгюха и в армянском детдоме Константинополя. В 1857 году вместе с Арис Ованисяном издал журнал «Восточная лира». Начиная с 1861 года сотрудничал с Н. Ташчяном — издавал журнал «Армянская лира» (в сотрудничестве с Т. Чухаджяном и К. Фоксини). В 1862 году организовал музыкальную организацию «Армянская лира». Автор песен «Киликия» (слова Наапета Русиняна), «Армения — райская страна» (слова Г. Мирза-Ванандеци), и так далее.

## Произведения
- Песня «Армения — райская страна»
- Песня «Киликия»